# Liste von Burgen und Schlössern im Kanton Solothurn

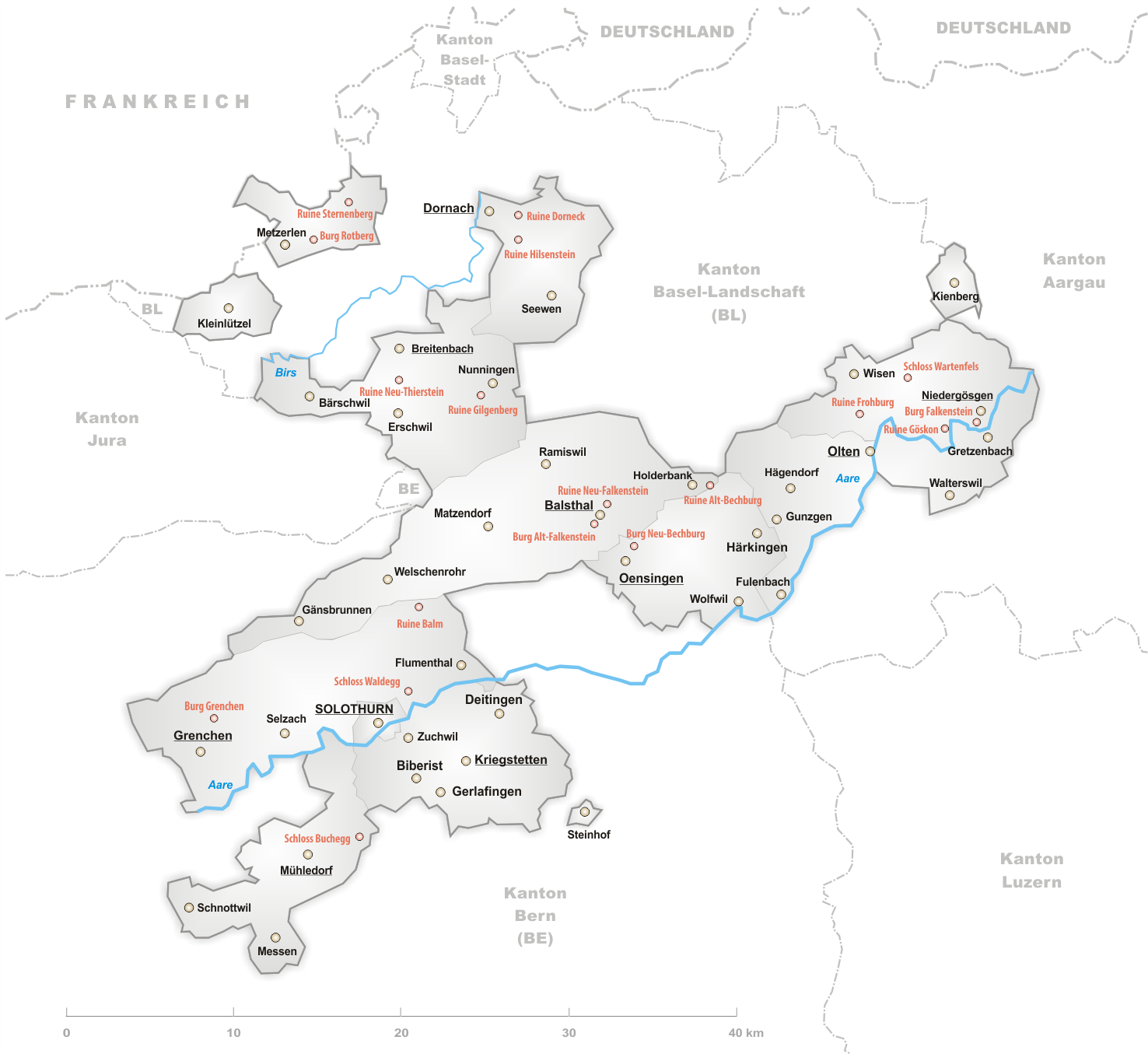
Burgen und Schlösser im Kanton Solothurn (Auswahl)

Die Liste von Burgen und Schlössern im Kanton Solothurn stellt eine (noch unvollständige) Übersicht von Burgen und Schlössern im Schweizer Kanton Solothurn dar.
Im Kanton Solothurn befinden sich zahlreiche mittelalterliche Burgen und Schlösser, manche nur noch als Ruine oder Burgstall erhalten. Die ersten Burgen wurden um das erste Jahrtausend erbaut. Das letzte Schloss wurde im Jahr 1870/71, also schon in der Neuzeit, fertiggestellt.

## Erklärung zur Liste
- Name: Betitelt den offiziellen Namen des Gebäudes.
- Ortschaft: Zeigt an, in welcher Gemeinde das Gebäude steht.
- Jahr: Zeigt das Baujahr an. Meist jedoch ungenau.
- Typ: Es werden folgende Gebäudetypen unterschieden: Burg und Schloss.
- Zustand: Zeigt an, in welchem Zustand sich das Gebäude befindet. Es wird unterschieden nach «erhalten», «Ruine» und «zerfallen».
- Zutritt: Weist aus, ob das Gebäude öffentlich zugänglich ist.
- Bild: Zeigt wenn möglich ein Bild des Gebäudes an.
- Bemerkenswertes: Nennt eine Besonderheit zum Gebäude.

Hinweis: Die Liste ist sortierbar: durch Anklicken eines Spaltenkopfes wird die Liste nach dieser Spalte sortiert, zweimalige Anklicken kehrt die Sortierung um. Durch das Anklicken zweier Spalten hintereinander lässt sich jede gewünschte Kombination erzielen.

## Liste
| Name                                      | Ortschaft               | Jahr                     | Typ                  | Zustand            | Zutritt                | Bild                                      | Bemerkenswertes |
| ----------------------------------------- | ----------------------- | ------------------------ | -------------------- | ------------------ | ---------------------- | ----------------------------------------- | --- |
| Balm                                      | Balm bei Günsberg       | 1150                     | Burg                 | Ruine              | ja                     | Ruine Balm                                | Die Ruine Balm gehört zu den wenigen Grottenburgen in der Schweiz. |
| Alt-Bechburg                              | Holderbank              | 1000                     | Burg                 | Ruine              | ja                     | Ruine Alt-Bechburg                        | Die bereits verfallene Burg ging 1713 aus unbekannten Gründen in Flammen auf und wurde zur Ruine. |
| Neu-Bechburg                              | Oensingen               | 1250                     | Burg                 | erhalten           | ja                     | Burg Neu-Bechburg                         | Die Burg wurde im Laufe der Zeit mehrfach umgebaut. Vom ursprünglichen Zustand sind nur Teile der Ostburg erhalten, mit ihrem fast 30 Meter hohen runden Bergfried, welcher zinnenbewehrt und aus Bruchsteinen aufgeschichtet ist. |
| Palais Besenval                           | Solothurn               | 1703–1706                | Stadtpalais          | erhalten           | ja                     | Palais Besenval                           | Als Hôtel entre cour et jardin direkt an der Aare gelegen und für die Gebrüder Johann Viktor II. Besenval (1671–1736) und Peter Joseph Besenval (1675–1736) gebaut und nach ihnen benannt. Im 19. Jahrhundert Residenz des Bischofs von Basel. 1990 bis 2000 kantonales Kulturzentrum. |
| Blauenstein                               | Kleinlützel             | Frühes 13. Jahrhundert   | Burg                 | Ruine              | ja                     | Ruine Blauenstein                         | Ruine auf 607 m felsigem Grat eines gleichnamigen Berges nördlich über der solothurnischen Exklave Kleinlützel. Palas- und weitere Gebäudereste nebst Gräben und Wällen. Durch Nebenlinie der Herren von Biederthal erbaut, später bischöfliches Lehen. 1370 einer sechseinhalbwöchigen Belagerung durch die Basler standgehalten, wurde aber in der «Neuensteiner Fehde» 1411/12 durch ebendiese erobert und zerstört. |
| Landsitz Hinter-Bleichenberg              | Biberist                | 1738                     | Schloss              | erhalten           | ?                      | Schloss Hinter-Bleichenberg               | Erbaut für Viktor August von Roll, Landsitz mit Park im französischen Stil, heute Elisabethenheim (nach Elisabeth Hänggi) des Klosters Ingenbohl |
| Schlösschen Vorder-Bleichenberg           | Biberist                | um/vor 1614              | Schloss              | erhalten           | ja                     | Schlösschen Vorder-Bleichenberg           | Erbaut für Hieronymus von Roll von Emmenholz; seit 1970 im Besitz der Moos-Flury-Stiftung, 1971 restauriert, heute Kunstausstellungs- und Konzertplatz |
| Blumenstein                               | Solothurn               | 1725                     | Schloss              | erhalten           | ja                     | Schloss Blumenstein – Historisches Museum | Für Franz Heinrich von Stäffis-Mollondin und seine Ehefrau Maria Franziska geborene von Wartenfels erbauter Landsitz. Heute als Historisches Museum Blumenstein das Geschichtsmuseum der Stadt Solothurn |
| Buchegg (Burg Buchegg, Buechischlössli)   | Kyburg-Buchegg          | 11. Jahrhundert          | Burg                 | erhalten           | ja                     | Schloss Buchegg                           | Vermutlich bereits im 11. Jahrhundert auf der Kuppe eines Höhenzugs des Bucheggbergs errichtet. Im Burgdorferkrieg von 1383 niedergebrannt und nicht wieder aufgebaut. Von der ehemals mächtigen Burganlage sind nur noch einige wenige Mauerzüge erhalten. In der Kernburg steht der 1546 von Solothurn errichtete Buechischlössli Turm. 1966 kam noch ein Speicherhaus aus Brügglen dazu. Der Turm diente bis ins 18. Jahrhundert als Gefängnis. Seit 1938 ist der Turm und das Areal der Kernburg im Besitz der Stiftung Schloss Buchegg. Vorburg mit Halsgraben noch rudimentär sichtbar. |
| Dorneck                                   | Dornach                 | 11. Jahrhundert          | Burg                 | Ruine              | ja                     | Ruine Dorneck                             | Im Dreissigjährigen Krieg blieb die Festung zuerst unbeschädigt, beim Einfall der Franzosen 1798 wurde die Burg jedoch erobert und zerstört und im 19. Jahrhundert als Steinbruch benutzt. |
| Hintere Erlinsburg                        | Oensingen               | 11. oder 12. Jahrhundert | Burg                 | Ruine              | ja                     | Hintere Erlinsburg                        | Eine der Erlinsburgen. Vermutlich von den Bechburgern erbaut, erhalten sind zwei Zugänge, der Hof mit Mauerresten, ein Keller und eine teilweise verschüttete Zisterne. Vermutlich beim Basler Erdbeben 1356 zerstört. |
| Hinterste Erlinsburg                      | Oensingen               | 11. oder 12. Jahrhundert | Burg                 | Ruine              | ja                     | Hinterste Erlinsburg                      | Eine der vier Erlinsburgen. Nordöstlich der Hinteren Erlinsburg liegend auf einem Felsstock; Überreste eines Holz- oder Fachwerkbaus mit gemauertem Sockel; möglicherweise nur Teilbau der Hinteren Erlinsburg. |
| Mittlere Erlinsburg                       | Oensingen               | 11. oder 12. Jahrhundert | Burg                 | Ruine              | ja                     | Mittlere Erlinsburg                       | Eine der vier Erlinsburgen. Südwestlich der Hinteren Erlinsburg; Überreste von Halsgräben und einem Turmhügel; möglicherweise wie die Hinterste Erlinsburg nur Vorwerk der weit größeren Hinteren Erlinsburg am südwestlichen Aufgang der Lehnflue |
| Falkenstein (Burg Gösgen, Schloss Gösgen) | Niedergösgen            | 1230                     | Burg                 | teilweise erhalten | ja                     | Schloss Falkenstein (Burg Gösgen)         | Die Burg war eine Doppelburganlage die sich in Oberburg mit Bergfried und Unterburg zur Aare hin unterteilte. Burgruine wurde 1904 teilweise umgebaut und ist nun eine Kirche. Sie wird jetzt Schlosskirche genannt. |
| Alt-Falkenstein                           | Balsthal                | 1100                     | Burg                 | Ruine              | ja                     | Alt-Falkenstein                           | Anfang des 15. Jahrhunderts wurde die Burg an die Stadt Solothurn verkauft. Heute beherbergt sie ein Heimatkundemuseum. |
| Neu-Falkenstein                           | Balsthal                | 1100                     | Burg                 | Ruine              | ja                     | Neu-Falkenstein                           | Die Anlage gliedert sich in zwei Kernbereiche, eine Zwingeranlage sowie Annäherungshindernisse. Der westliche Kernbereich wird von einem runden Hauptturm dominiert. |
| Frohburg                                  | Trimbach                | 1000                     | Burg                 | Ruine              | ja                     | Ruine Frohburg                            | Die Burg zählt zu den grössten mittelalterlichen Burgruinen im Juragebirge. |
| Gilgenberg                                | Zullwil                 | 1300                     | Burg                 | Ruine              | ja                     | Ruine Gilgenberg                          | Aufgebrachte Landbewohner steckten die Burg in den Wirren der Helvetischen Revolution von 1798 in Brand – die Burg wurde zerstört und danach als Steinbruch benutzt. |
| Göskon                                    | Obergösgen              | 11. Jahrhundert          | Burg                 | Ruine              | ja                     | Ruine Göskon                              | Die Burg Göskon war ein frühmittelalterlicher Bergfried. Da der kleine Burghügel eine spätere Erweiterung der Burg nicht zuliess, ist die Burgruine eine der wenigen erhaltenen, die ihrer ursprünglichen Anlage entsprechen |
| Grenchen (Bettleschloss)                  | Grenchen                | um 1000                  | Burg                 | Ruine              | ja                     |                                           | Die Burg Grenchen (Bettleschloss) war eine frühmittelalterliche Höhenburg als Holzburg. Ab 1150 als Wohnturm aufgebaut, bestand noch eine Vorburg. Bis Anfang 14. Jahrhundert bewohnt, ab 1583 abgerissen, 1959–61 ergraben. Mauerreste sind erhalten. |
| Halten                                    | Halten                  | um 1200                  | Burg                 | erhalten           | ja                     |                                           | Um 1200 als Sitz der Ritter von Halten und Mittelpunkt einer kleinen Herrschaft im Einflussbereich der Zähringer. Nach 1218 unter Herrschaft der Buchegger, später der Habsburg-Neukyburger. 1332 von Bern und Solothurn erobert und in Besitz der Spiegelberg. 1451 an Solothurn; bis Ende des 18. Jahrhunderts als Gefängnis. Danach in bürgerlichen Privatbesitz. Heute Teil des kulturgeschichtlichen Museums Wasseramt. |
| Hilsenstein                               | Dornach                 | 1250                     | Burg                 | Ruine              | ja                     | Ruine Hilsenstein                         | Rund um den Felskopf wurden, wo es in dem steilen Gelände möglich war, noch heute sichtbare Terrassierungen vorgenommen. |
| Kienberg-Heidegg                          | Kienberg                | ca. Ende 12. Jahrhundert | Burg                 | Ruine              | ja                     | Ruine Kienberg-Heidegg                    | Jüngere Burg der Kienberger, 1241 in der Frohburg-Fehde zerstört, 1261 wiederaufgebaut, ab 1359 verpfändet, vor 1530 bereits Ruine |
| Alt-Kienberg                              | Kienberg                | 11. Jahrhundert          | Burg                 | Ruine              | ja                     | Ruine Alt-Kienberg                        | In den 1960er Jahren ergrabene Burgruine. Reste eines Rundturms und Palasgrundmauern. Um 1200 aufgegeben. |
| Rotberg                                   | Metzerlen-Mariastein    | 1413                     | Burg                 | Wiederaufgebaut    | ja                     | Burg Rotberg                              | Im Jahre 1666 war die Burg verlassen und unbewohnbar. Sie zerfiel immer mehr und wurde häufig als Steinbruch verwendet. 1935 im Burgenstil neu aufgebaut; heute Jugendherberge. |
| Sälischlössli                             | Starrkirch-Wil          | 1870/71                  | Schloss, neuzeitlich | erhalten           | ja                     | Sälischlössli                             | Ursprünglich Burg Neu-Wartburg von 1260. 1415 von den Berner Truppen niedergebrannt und nicht wiederaufgebaut. Name stammt von der Feuerwächterfamilie Sali, die bis 1774 im Amt war. 1870/71 vom Säliclub in einem historisierenden, spätklassizistischen Picturesque-Stil als Schloss im Burgenstil neu aufgebaut. Heute Restaurant. |
| Schauenburg                               | Selzach                 | 12. Jahrhundert          | Burg                 | Ruine (Burgstall)  | ja                     | Schauenburg                               | Bereits im 13. oder 14. Jahrhundert verlassen oder zerstört. Spärliche Überreste. |
| Staalenhof                                | Langendorf              | vor 1580 (Ersterwähnung) | Landschloss          | erhalten           | nein (Privatbesitz)    | Landsitz Staalenhof                       | Erst Jagdschlösschen, dann Landsitz von Patriziergeschlechtern, benannt nach den von Staal. Erstmals erwähnt 1580 im Eigentum des Solothurner Schultheissen Lorenz Aregger. Weitere Besitzerfamilien: Gibelin, Glutz, vom Staal, Tugginer und von Roll. Zum Hofgut erweitert. Die Türmchen (eines davon als Hauskapelle) stammen von den Staal: Franz Philipp vom Staal († 1770), Chorherr zu Schönenwerd und später Chorherr des St.-Ursen-Stiftes. 1934 erwarb Viktor von Roll-Ziegler den Landsitz, der heute noch im Besitz der Bentz-von Roll ist.                                       |
| Sternenberg                               | Hofstetten-Flüh         | 1350                     | Burg                 | Ruine              | ja                     | Ruine Sternenberg                         | Um die Zeit des St. Jakoberkriegs (1444), wurde die Burg durch eine Feuersbrunst verwüstet. Ein Teil der Ruine wurde 1852 abgebrochen und die Steine zum Strassenbau verwendet. |
| Sternenfels                               | Büren                   | 14. Jahrhundert          | Burg                 | Burgstelle         | ja                     | Burgstelle Sternenfels                    | Die Wehranlage auf dem Felsensporn wird 1317 erstmals erwähnt als Besitz vom Bischof von Basel und mit Götzmann Münch als Burginsasse. 1666 wird erwähnt, dass noch etliche Reste der Burg zu sehen sind. Heute sind allerdings nur noch wenige Fundamentsreste, der Burggraben und ein in den Fels geschrotete Keller sichtbar. |
| Neu-Thierstein                            | Büsserach               | 1250                     | Burg                 | Ruine              | zu bestimmten Terminen | Ruine Neu-Thierstein                      | Nach der Schlacht von St. Jakob (1444) besetzten die Solothurner die Burg, die sie erst nach fünf Jahren Besatzung wieder zurückgaben. |
| Waldegg                                   | Feldbrunnen-St. Niklaus | 1686                     | Schloss              | erhalten           | ja                     | Schloss Waldegg                           | Die Erneuerungsarbeiten und die Wiederherstellung des Barockgartens erhielten 1995 internationale Anerkennung. |
| Wartenfels                                | Lostorf                 | 1250                     | Schloss              | erhalten           | ja                     | Schloss Wartenfels zwischen 1754 und 1773 | Es besteht eine direkte Sichtverbindung zu den Schlössern Wildegg, Lenzburg, Wartburg und Aarburg. |

## Bemerkungen und Einzelnachweise
1. ↑  Ruine Blauenstein. burgenwelt.org; abgerufen am 24. November 2020
2. ↑  Rahel Meier: Langendorf. Ein alter Lindenbaum als einziger Zeuge einer langen Geschichte. Solothurner Zeitung, 8. August 2013; abgerufen am 23. Januar 2020.
3. ↑  Ruine Neu-Thierstein. Abgerufen am 26. April 2009.
4. ↑  Geschichte Schloss Waldegg. Abgerufen am 26. April 2009.
5. ↑  erstmals urkundlich erwähnt

- Karte mit allen verlinkten Seiten:
- OSM |
- WikiMap